# Campilltal

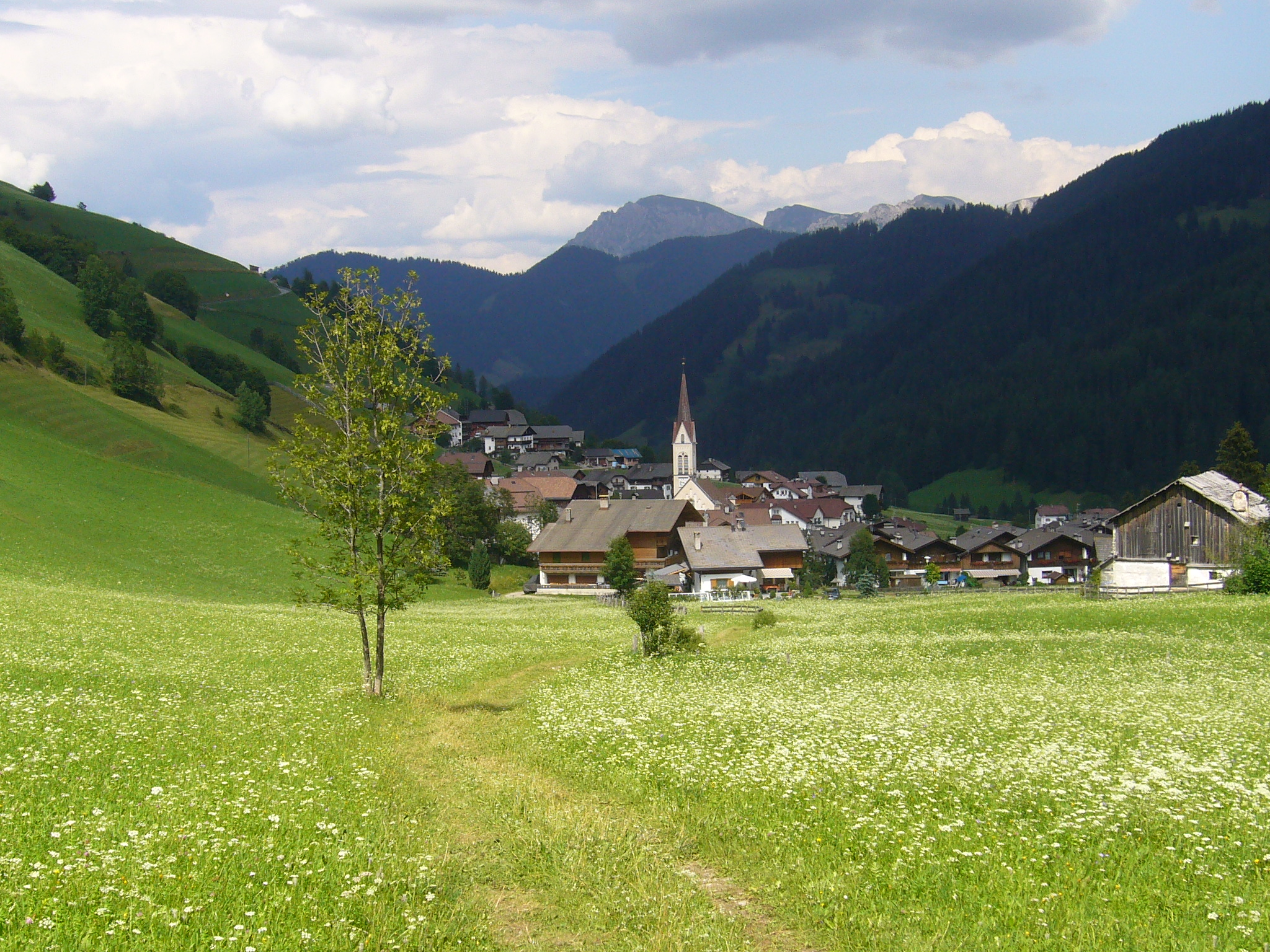
Blick auf das Campilltal bei Campill

Das Campilltal (selten auch Kampilltal, ladinisch Val de Lungiarü, italienisch Val di Lungiarù) ist ein orographisch linkes Seitental des Gadertals in Südtirol. Es zweigt im mittleren Gadertal ab und führt in südwestliche Richtung in die Dolomiten hinein, wo es in höheren Lagen im Naturpark Puez-Geisler unter Schutz gestellt ist. Während auf seiner Ostseite lediglich ein bewaldeter Höhenrücken das Tal vom Gadertal abgrenzt, erheben sich über dem Talschluss über 2900 m hohe Gipfel der Geislergruppe und der Puezgruppe, darunter die Puezspitzen (2918 und 2913 m) und der Piz Duleda (2909 m). An seiner Westseite wird das Campilltal von der Peitlerkofelgruppe mit dem namengebenden Peitlerkofel (2875 m) eingerahmt. Entwässert wird es durch den Campiller Bach (Rü de Lungiarü), der in die Gader mündet. Das Tal bietet der Fraktion Campill (Lungiarü) Platz, die zur Gemeinde St. Martin in Thurn rechnet.